# جون إس. كوهن
جون إس. كوهن (بالإنجليزية: John S. Cohen) هو صحفي وسياسي أمريكي، ولد في 26 فبراير 1870 في أوغستا في الولايات المتحدة، وتوفي في 13 مايو 1935 في أتلانتا في الولايات المتحدة. نشط حزبياً في الحزب الديمقراطي. وقد انتخب عضو مجلس الشيوخ الأمريكي.